# Alex Bowen (freestyleskiër)
Alex Bowen (Springville (New York), 21 mei 1992) is een Amerikaanse freestyleskiër, Bowen is gespecialiseerd op het onderdeel aerials.

## Carrière
Bowen maakte zijn wereldbekerdebuut op 20 januari 2012 in Lake Placid, één dag later scoorde hij in Lake Placid zijn eerste wereldbekerpunten.
In januari 2015 behaalde de Amerikaan in Deer Valley zijn eerste toptienklassering in een wereldbekerwedstrijd. Op de wereldkampioenschappen freestyleskiën 2015 veroverde Bowen de zilveren medaille op het onderdeel aerials. In de Spaanse Sierra Nevada nam hij deel aan de wereldkampioenschappen freestyleskiën 2017. Op dit toernooi eindigde hij als 27e op het onderdeel aerials.
Op de wereldkampioenschappen freestyleskiën 2009 in Park City eindigde de Amerikaan als twaalfde op het onderdeel aerials.

## Resultaten

### Wereldkampioenschappen
| Jaar | Plaats        | Resultaten  |
| ---- | ------------- | ----------- |
| 2015 | Kreischberg   | Aerials     |
| 2017 | Sierra Nevada | 27e Aerials |
| 2019 | Park City     | 12e Aerials |

### Wereldbeker
Eindklasseringen
| Seizoen   | Algm | AE  |
| --------- | ---- | --- |
| 2011/2012 | 217e | 39e |
| 2012/2013 | 113e | 23e |
| 2014/2015 | 62e  | 17e |
| 2015/2016 | 72e  | 19e |
| 2016/2017 | 43e  | 10e |
| 2017/2018 | 109e | 22e |
| 2018/2019 | 190e | 33e |
| 2019/2020 | 89e  | 20e |